# Norwegischer Kreuzzug

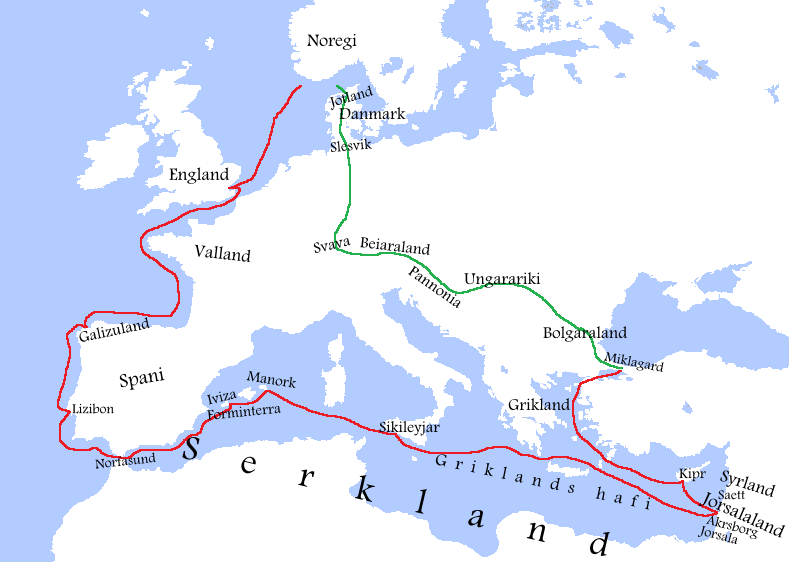
Die Reise

Der norwegische Kreuzzug unter der Führung des norwegischen Königs Sigurd I. war ein Kreuzzug oder eine Pilgerreise (die Quellenlage ist unterschiedlich), die von 1107 bis 1111 im Anschluss an den Ersten Kreuzzug stattfand. Der norwegische Kreuzzug markiert das erste Mal, dass ein europäischer König persönlich ins Heilige Land reiste.

## Die Reise zum Königreich Jerusalem

### Von Norwegen nach England (1107–08)

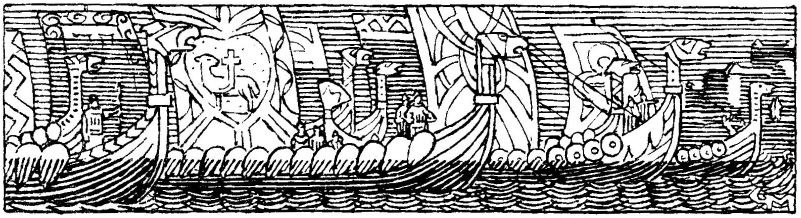
König Sigurd verlässt sein Land von Gerhard Munthe (1899).

Sigurd und seine Männer verließen Norwegen im Herbst 1107 mit 60 Schiffen und vielleicht 5000 Mann. Im Herbst kam er in England an, wo Heinrich I. König war. Sigurd und seine Männer blieben den ganzen Winter über dort, bis sie im Frühjahr 1108 die Segel Richtung Süden setzten.

### Auf dem iberischen Festland (1108–09)
Nach mehreren Monaten erreichten sie die Stadt Santiago de Compostela (Jakobsland) in Galicien (Galizuland), wo ihnen ein dortiger Herr erlaubte, dort den Winter zu verbringen. Als der Winter kam, herrschte jedoch Lebensmittelknappheit, so dass der Fürst sich weigerte, Lebensmittel und Waren an die Norweger zu verkaufen. Sigurd versammelte sein Heer, griff die Burg des Fürsten an und plünderte alles, was sie dort finden konnten. Die Identität des örtlichen Fürsten oder Grafen ist ungewiss.
Im Frühjahr setzten sie ihre Reise entlang der portugiesischen Küste fort, wobei sie auf ihrem Weg acht sarazenische Galeeren eroberten und eine Burg in Sintra einnahmen (wahrscheinlich handelt es sich dabei um Colares, das näher am Meer liegt). Danach zogen sie weiter nach Lissabon, einer „halb christlichen und halb heidnischen“ Stadt, die an der Trennlinie zwischen dem christlichen und dem muslimischen Iberien liegen soll, wo sie eine weitere Schlacht gewannen. Auf ihrer weiteren Reise plünderten sie die Stadt Alkasse (wahrscheinlich Alcácer do Sal) und trafen auf ihrem Weg ins Mittelmeer in der Nähe der Straße von Gibraltar (Norfasund) auf ein muslimisches Geschwader, das sie besiegten.

### Auf den Balearen (1109)
Nachdem sie das Mittelmeer (Griklands haf) erreicht hatten, segelten sie entlang der Küste des Landes der Sarazenen (Serkland) zu den Balearen. Die Balearen wurden damals von den Christen lediglich als Piratenstützpunkt und Sklavenumschlagplatz wahrgenommen. Die norwegischen Überfälle sind auch die ersten aufgezeichneten christlichen Angriffe auf die islamischen Balearen (obwohl es sicherlich auch zuvor kleinere Angriffe gegeben hatte).
Die erste Baleareninsel, die sie erreichten, war Formentera, wo sie auf eine große Anzahl von blámen (Blaumännern) und Serkir (Sarazenen) trafen, die sich in einer Höhle verschanzt hatten. Der Verlauf dieses Kampfes ist in den schriftlichen Quellen am ausführlichsten über den gesamten Kreuzzug beschrieben. Nach dieser Schlacht sollen die Norweger die größten Schätze erbeutet haben, die sie je erworben hatten. Anschließend griffen sie erfolgreich Ibiza und Menorca an. Die Norweger scheinen es vermieden zu haben, die größte der Baleareninseln, Mallorca, anzugreifen, wahrscheinlich weil sie damals das wohlhabendste und am besten befestigte Zentrum eines unabhängigen Taifa-Königreichs war. Die Erzählungen über ihren Erfolg könnten die katalanisch-pisanische Eroberung der Balearen in den Jahren von 1113 bis 1115 inspiriert haben.

### Auf Sizilien (1109–10)
Im Frühjahr 1109 kamen sie in Sizilien (Sikiley) an, wo sie vom dortigen Grafen Roger II. empfangen wurden, der zu diesem Zeitpunkt 12–13 Jahre alt war.

### Im Königreich Jerusalem

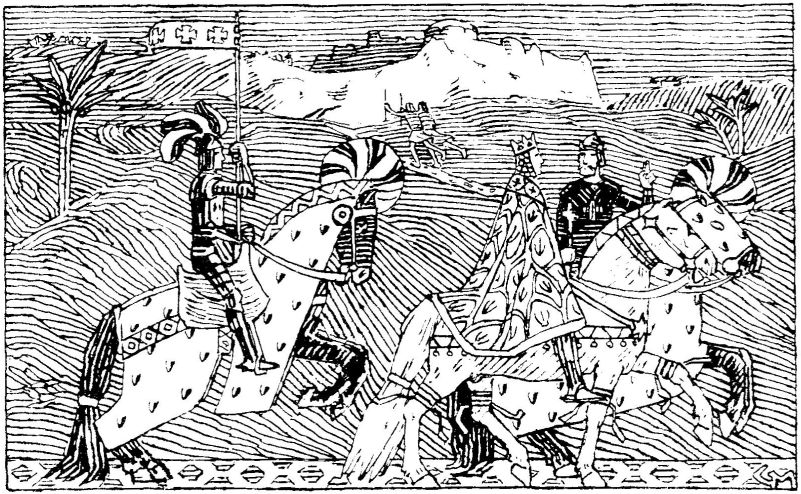
König Sigurd und König Balduin reiten von Jerusalem zum Fluss Jordan von Gerhard Munthe (1899).

Im Sommer 1110 erreichten sie den Hafen von Akkon (Akrsborg) (oder vielleicht in Jaffa) und fuhren nach Jerusalem (Jórsalir), wo sie den regierenden Kreuzritterkönig Balduin I. trafen. Sie wurden herzlich empfangen, und Balduin ritt zusammen mit Sigurd zum Jordan und wieder zurück nach Jerusalem.
Die Norweger erhielten viele Schätze und Reliquien, darunter einen Splitter des wahren Kreuzes, an dem Jesus angeblich gekreuzigt worden war. Dies geschah unter der Bedingung, dass sie weiterhin für das Christentum werben und die Reliquie zur Grabstätte von St. Olaf in den Nidarosdom bringen würden.

### Belagerung von Sidon (1110)
Später kehrte Sigurd zu seinen Schiffen in Akkon zurück, und als Balduin sich auf den Weg zur muslimischen Stadt Sidon (Sætt) in Syrien (Sýrland) machte, begleiteten Sigurd und seine Männer ihn bei der Belagerung. Die Belagerung führte zur Einnahme von Sidon und zur Gründung der Grafschaft Sidon.

## Die Reise zurück nach Norwegen
Danach segelten Sigurd und seine Männer nach Konstantinopel (altnordisch: Miklagarðr), wo Sigurd alle seine Schiffe und wertvollen Galionsfiguren sowie viele seiner Männer zurückließ, um dann auf dem Landweg nach Norwegen zurückzukehren, wo er 1111 eintraf.